# نراد پولک‌دار
نراد پولک‌دار (نام علمی: Abies squamata) نام یک گونه از سرده نراد است.